# Claes Elfsberg
Claes-Gösta Elfsberg, född 26 november 1948 i Stockholm, är en svensk journalist, främst känd som nyhetsuppläsare i Sveriges Televisions Rapport.

## Yrkeskarriär
Claes Elfsberg kom till SVT:s nyhetsprogram Rapport som praktikant från Journalisthögskolan i Stockholm. Han ledde programmet för första gången 1975 och kom att fortsätta som nyhetsankare för Rapport i nästan 30 år. Under ockupationen av västtyska ambassaden 1975 satt han i SVT:s kontrollrum och följde reportern Bo Holmström. Våren 2003 lämnade han tillfälligt Rapport för att leda intervjuprogrammet 24 minuter.
Vid årsskiftet 2004/2005 blev han tittarombudsman för SVT. Detta förordnande tog slut vid årsskiftet 2007/2008, varefter Elfsberg lämnade posten. Tittarombudsmannen avskaffades och ersattes av en "tittarservice" med liknande uppgift.
I januari 2008 meddelades det att Elfsberg skulle bli ankare i SVT:s webbnyhetskanal Play Rapport som skulle starta i april. Han återupptog senare arbetet som nyhetsuppläsare i Rapport. Från och med mars 2012 gick han över till att vara programledare i Aktuellt.
Han var en av deltagarna i den svenska musikaliska realityserien Maestro, som sändes i SVT under sensommaren och hösten 2011.
Efter 45 år som nyhetsuppläsare ledde Elfsberg sin sista Aktuelltsändning den 30 november 2015 då han uppnått pensionsåldern 67 år. Inför avgången producerade han även serien Köttberget checkar ut som sändes samma höst. Serien skildrar 40-talisternas roll i Sverige.
Efter att Elfsbergs fasta anställning upphört har han ibland återkommit som programledare. Från den 15 januari 2016 var Elfsberg programledare för Gomorron Sverige på fredagar. Han har också varit semestervikarie på Rapport, bland annat sommaren 2018. Sändningen den 7 augusti 2018 såg då ut att bli hans sista. Under hösten 2020 sändes SVT-dokumentären Sorgen och jag där man får följa Elfsbergs två första år av bearbetning efter dottern Hanna som vid 30 års ålder gick bort i cancer i februari 2018.
I december 2020 var han vintervärd i SR:s Vinter i P1.
År 2021 var han vinnare av På spåret tillsammans med Magdalena Forsberg. Laget deltog även 2022 och gick då till semifinal. 

## Familj
Claes Elfsberg är son till Gösta Elfsberg och Gertrud Ahlström och uppvuxen i Svedmyra i södra Stockholm. Han gifte sig första gången 1973 och har två barn i detta äktenskap. Andra gången gifte han sig 1986 med operasångerskan Annika Marberg, med vilken han fick dottern Hanna som avled 2018. Sedan 12 juni 1999 har han en ny hustru, Monica Östlund.